# Ophioneurus spinosus
Ophioneurus spinosus är en stekelart som beskrevs av Kryger 1951. Ophioneurus spinosus ingår i släktet Ophioneurus och familjen hårstrimsteklar.
Artens utbredningsområde är Danmark. Inga underarter finns listade i Catalogue of Life.